# Nomada shirakii
Nomada shirakii är en biart som beskrevs av Keizo Yasumatsu och Hirashima 1951. Nomada shirakii ingår i släktet gökbin, och familjen långtungebin. Inga underarter finns listade i Catalogue of Life.